# Skipovac Gornji
Skipovac Gornji je naseljeno mjesto u sastavu općine Doboj, Republika Srpska, BiH.

## Povijest
Skipovac Gornji se do rata nalazio u sastavu općine Gračanica.

## Stanovništvo
| Skipovac Gornji    |              |
| godina popisa      | 1991.        |
| Srbi               | 466 (96,88%) |
| Muslimani          | 0            |
| Hrvati             | 0            |
| Jugoslaveni        | 2 (0,41%)    |
| ostali i nepoznato | 15 (3,12%)   |
| ukupno             | 481          |